# آسیاب هفت دخترون
آسیاب هفت دخترون مربوط به دوره قاجار است و در شهرستان استهبان، بخش رونیز، دهستان رونیز، ۲ کیلومتری شرق روستای رونیز سفلی، سمت چپ جاده واقع شده و این اثر در تاریخ ۱۸ شهریور ۱۳۸۷ با شمارهٔ ثبت ۲۳۳۶۲ به‌عنوان یکی از آثار ملی ایران به ثبت رسیده است.